# HMS Belfast
Pour les articles homonymes, voir Belfast (homonymie) et C 35.
Le HMS Belfast (C35) est un croiseur léger de classe Town de la Royal Navy. C'est l'un des seuls navires de la Seconde Guerre mondiale conservé par les Britanniques, il est aujourd'hui dans le port de Londres. Amarré sur la Tamise près de la station de métro London Bridge, le HMS Belfast se trouve tout près d’une autre attraction portant sur l'histoire militaire, le musée Britain At War Experience.

## Histoire
Sa quille est posée aux chantiers Harland et Wolff de Belfast, en Irlande du Nord, en 1936. Il est lancé le 17 mars 1938. Croiseur de la classe Town il est baptisé par madame Chamberlain, l'épouse du Premier Ministre Neville Chamberlain. Il est armé le 5 août 1939 et est basé à Scapa Flow dès le début de la Seconde Guerre mondiale un mois plus tard.

### Seconde Guerre mondiale
Son premier capitaine était le capitaine G A Scott avec un équipage de 761 hommes, et sa première affectation était au 2nd Cruiser Squadron de la Home Fleet. Le 14 août, le Belfast participa à son premier exercice, l'opération Hipper, dans lequel il joua le rôle d'un raider commercial allemand tentant de s'échapper dans l'Atlantique. En naviguant dans le dangereux Pentland Firth, Belfast a réussi à échapper à la Home Fleet.
Le 31 août 1939, Belfast est transféré au 18th Cruiser Squadron. Basé à Scapa Flow dans les îles Orcades, le 18th Cruiser Squadron faisait partie de l'effort britannique visant à imposer un blocus naval à l'Allemagne. L'Allemagne envahit la Pologne le lendemain, et la Grande-Bretagne et la France déclarent la guerre le 3 septembre. À 11 h 40 ce matin-là, Belfast a reçu le message « Commencer immédiatement les hostilités contre l'Allemagne ». Le 8 septembre, le Belfast prit la mer depuis Scapa Flow avec les croiseurs de bataille HMS Hood, HMS Renown, son sister-ship HMS Edinburgh et quatre destroyers, pour une patrouille destinée à intercepter les navires allemands revenant de Norvège. Ils devaient notamment rechercher le paquebot Norddeutscher Lloyd Europa. Aucun navire ennemi n'a été trouvé. Le 25 septembre, le Belfast a participé à une opération visant à récupérer le sous-marin HMS Spearfish, au cours de laquelle le navire a été attaqué par des avions allemands, mais n'a subi aucun dommage. Le 1er octobre 1939, le Belfast quitte Scapa Flow pour une patrouille en mer du Nord. Le 5 octobre, Belfast a intercepté et embarqué un navire-usine norvégien neutre qui naviguait en compagnie de six baleiniers. Le 8 octobre, le navire a aperçu le navire marchand suédois C. P. Lilljevach mais, par mauvais temps, ne l'a pas intercepté ni attaqué. Le lendemain, il intercepte le Tai Yin, un navire norvégien. Tai Yin avait été répertorié par l'Amirauté comme suspect, alors un équipage de prise du Belfast l'a emmené à Kirkwall pour enquête. Le 9 octobre, le Belfast a intercepté un paquebot allemand, le Cap Norte de 13 615 tonnes, à 80 km au nord-ouest des îles Féroé. Déguisé en navire suédois neutre, le SS Ancona, le Cap Norte tentait de retourner en Allemagne depuis le Brésil ; ses passagers comprenaient des réservistes allemands. En vertu des règles de récompense de l'Amirauté, l'équipage de Belfast a reçu plus tard une médaille d'argent. Le 12 octobre, le Belfast intercepte le navire suédois Uddeholm, qui a également été conduit à Kirkwall par un équipage de prise. De retour au port, dans la nuit du 13 au 14 octobre, le Belfast fait partie des rares navires ancrés à Scapa Flow, à la suite de rapports de renseignement faisant état d'un raid aérien attendu. Cette nuit-là, le cuirassé HMS Royal Oak est torpillé par le sous-marin allemand U-47, qui s'est infiltré dans le mouillage. Le matin suivant le naufrage, le Belfast partit pour le Loch Ewe.

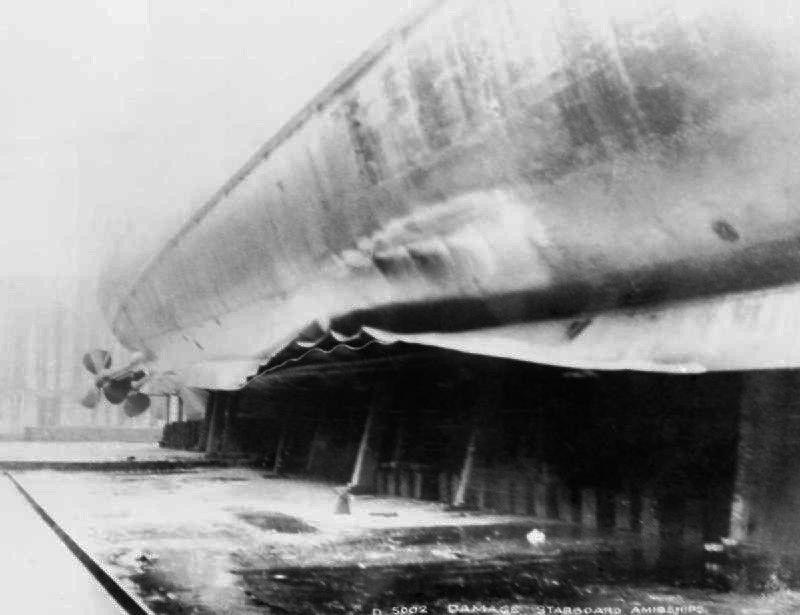
dommages sur la coque su HMS Belfast causés par la mine

Le 10 novembre, le Belfast est retiré de la patrouille nord et réaffecté au 2e escadron de croiseurs. Cet escadron devait former une force de frappe indépendante basée à Rosyth. Le 21 novembre, le Belfast devait participer à la première sortie de la force, un exercice d'artillerie. À 10 h 58, il fait exploser une mine magnétique en quittant le Firth of Forth. La mine a brisé la quille du Belfast et détruit l'une de ses salles des machines et des chaudières. Vingt officiers et hommes ont dû être hospitalisés pour des blessures causées par l'explosion, et 26 autres ont subi des blessures mineures. Un homme, le peintre de 2e classe Henry Stanton, a été hospitalisé mais est décédé plus tard d'une blessure à la tête, après avoir été projeté contre le plafond par l'explosion. Le remorqueur Krooman, remorquant des cibles d'artillerie pour l'exercice, a libéré ses cibles et a remorqué le Belfast à Rosyth pour les réparations initiales.
Les premières évaluations des dommages de Belfast ont montré que, alors que la mine avait causé peu de dommages directs à la coque extérieure, ne causant qu'un petit trou directement sous l'une des chaufferies, le choc de l'explosion par contre avait causé de graves déformations, cassant des machines, déformant les ponts et fait en sorte que la quille se déplace (pliée vers le haut) de trois pouces. Le 4 janvier 1940, le Belfast a été désarmé au statut Care and Maintenance, devenant la responsabilité du Rosyth Dockyard, et son équipage s'est dispersé sur d'autres navires. Le 28 juin, il avait été suffisamment réparé pour naviguer jusqu'à Devonport, arrivant le 30 juin sous le commandement du Lt Cdr H W Parkinson.
Lors des réparations, des travaux ont été effectués pour redresser, reconstruire et renforcer sa coque. Sa ceinture d'armure a également été étendue et épaissie. Son armement a été mis à jour avec de nouveaux supports à pompons de 2 livres, et son armement anti-aérien amélioré avec dix-huit canons Oerlikon de 20 mm dans cinq supports jumeaux et huit supports simples, remplaçant deux quadruples canons Vickers de 0,5 pouce. Belfast a également reçu de nouveaux radars de conduite de tir pour ses canons principaux, secondaires et anti-aériens. Son ajustement radar de novembre 1942 comprenait un ensemble de type 284 et quatre ensembles de type 283 pour diriger l'armement principal, trois ensembles de type 285 pour les canons secondaires et deux ensembles de type 282 pour les canons anti-aériens de 2 livres. Elle a également reçu un radar d'avertissement de surface général de type 273, des ensembles de type 251 et 252 à des fins d'identification ami ou ennemi (IFF), et un type 281 et type 242 pour l'avertissement aérien. Sa suite électronique de 1942 comprenait également un écho-sondeur de type 270. En raison de son poids supérieur accru, un renflement a été introduit dans sa coque au milieu du navire pour améliorer la stabilité et fournir une résistance longitudinale supplémentaire. Son faisceau avait augmenté à 69 pieds (21 m) et son tirant d'eau à 19 pieds (5,8 m) à l'avant et 20 pieds 2 pouces (6,15 m) à l'arrière. Son déplacement était passé à 11 550 tonnes.

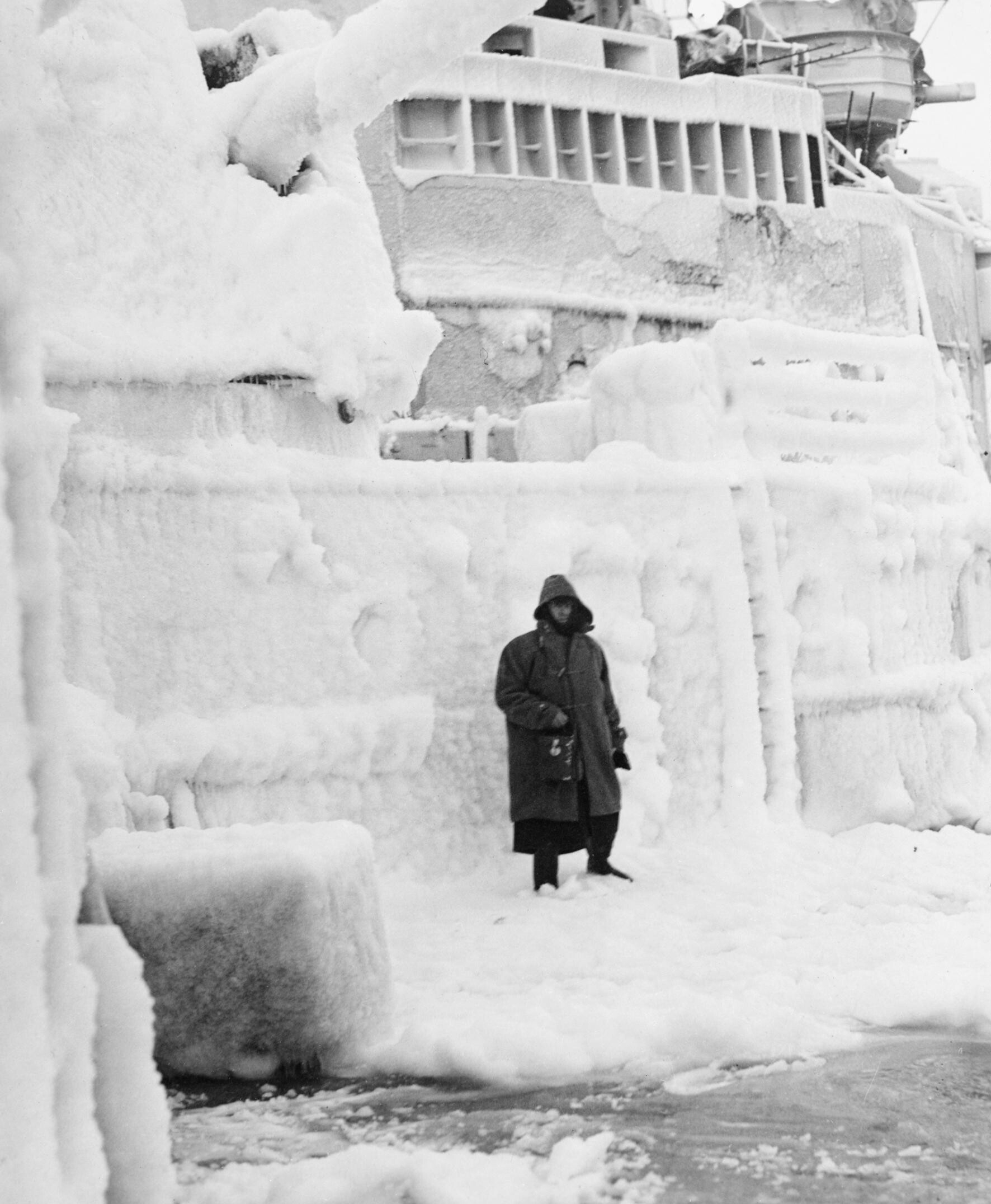
pont du HMS Belfast pendant un convoi arctique en 1942

En novembre 1942, il est à nouveau opérationnel et assure la protection des Convois de l'Arctique et la mer du Nord. 

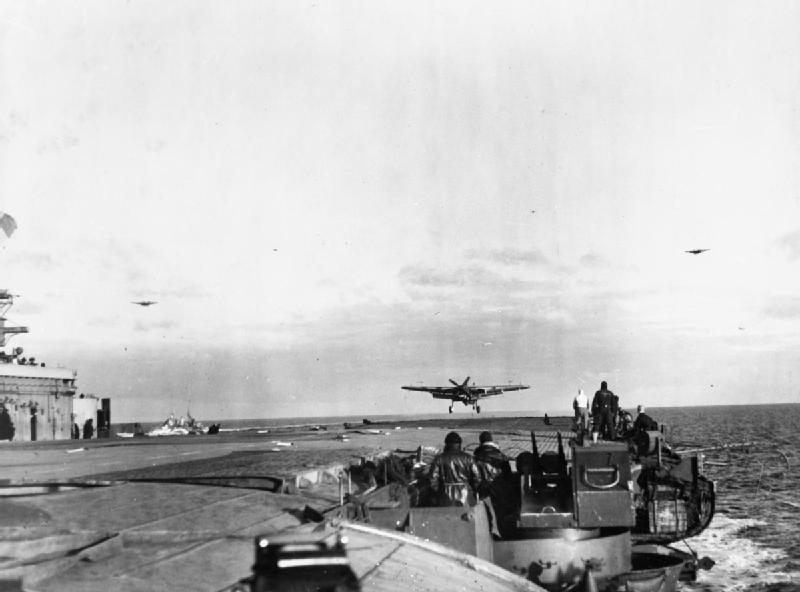
Un bombardier Barracuda atterrissant sur le HMS VICTORIOUS pendant l'opération TUNGSTEN. Le HMS BELFAST est sur le quart tribord arrière

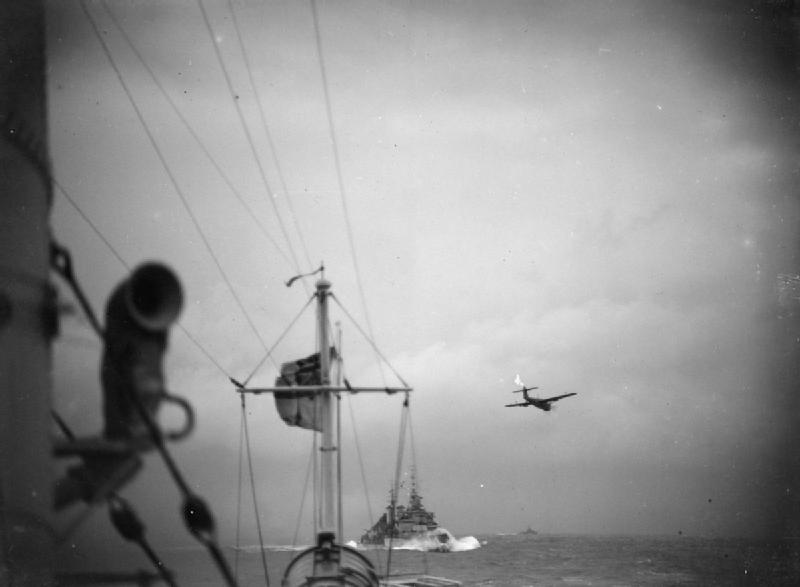
HMS Belfast durant l'Operation Tungsten

En décembre 1943, il est à la poursuite du Scharnhorst lors de la Bataille du cap Nord, de conserve avec les HMS Norfolk, HMS Jamaica, HMS Duke of York et HMS Sheffield. Il participe à d'autres opérations de moindre importance dont l'opération Posthorn.
Le 30 mars 1944, Belfast a navigué avec la force de couverture de l'opération Tungsten, une grande frappe aérienne de la Fleet Air Arm lancée par un porte-avions contre le cuirassé allemand Tirpitz. Quarante-deux bombardiers Fairey Barracuda des HMS Victorious et HMS Furious composaient la force de frappe ; escorté de quatre-vingts chasseurs. Lancés le 3 avril, les bombardiers ont touché le navire quatorze fois, immobilisant Tirpitz pendant deux mois, avec un seul Barracuda abattu. Le Belfast a subi des réparations mineures à Rosyth du 23 avril au 8 mai, tandis que son équipage a reçu une période de congé. Le 8 mai, le Belfast retourna à Scapa Flow et transporta le roi lors de sa visite pré-invasion de la Normandie de la Home Fleet. 

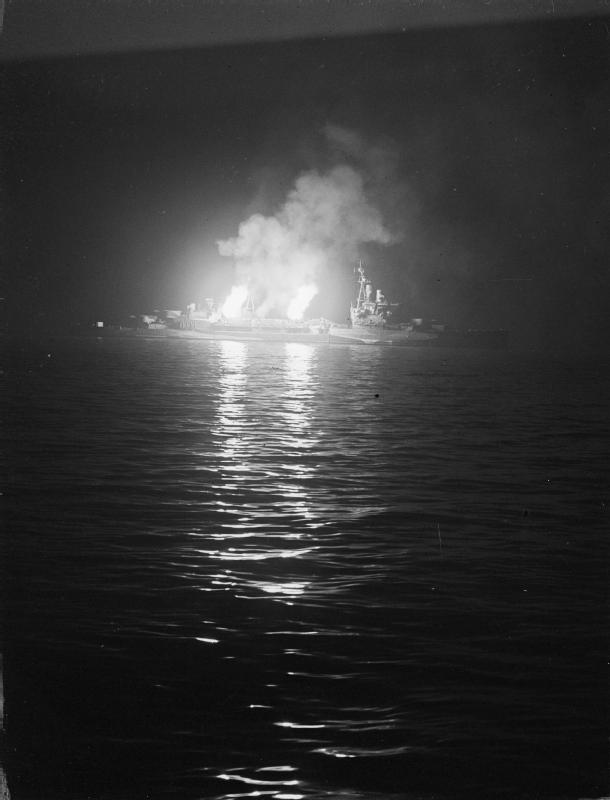
Les canons du HMS Belfast bombardant de nuit des positions allemandes lors du débarquement de Normandie.

Il participe ensuite au débarquement de Normandie en juin 1944, où il est le navire amiral de la force E. C'est le captain Frederick Dalrymple-Hamilton qui commande alors le navire. À 5h30 du matin le 6 juin, Belfast ouvre le feu sur une batterie d'artillerie allemande à Ver-sur-Mer, supprimant les canons jusqu'à ce que le site soit envahi par l'infanterie britannique du 7e bataillon, Green Howards. Le 12 juin, le Belfast a soutenu les troupes canadiennes se déplaçant à l'intérieur des terres depuis Juno Beach et est retourné à Portsmouth le 16 juin pour reconstituer ses munitions. Il est revenu deux jours plus tard pour d'autres bombardements. Dans la nuit du 6 juillet, Belfast est menacé au mouillage par des vedettes lance-torpilles allemandes (« S-boats »). Il leur échappe en levant l'ancre et en se déplaçant vers un écran de fumée. Le Belfast a tiré son dernier coup de canon dans les eaux européennes le 8 juillet, en compagnie du monitor HMS Roberts et du cuirassé HMS Rodney, dans le cadre de l'opération Charnwood. Au cours de ses cinq semaines au large de la Normandie, Belfast avait tiré 1 996 obus avec ses canons de 6 pouces.
Le 29 juillet 1944, le capitaine Parham a remis le commandement du HMS Belfast au capitaine RM Dick, et jusqu'en avril 1945, Belfast a subi une remise en état pour se préparer au service contre le Japon en Extrême-Orient. En mai 1945, Belfast est modifié avec trente-six canons 2 livres dans deux montures à huit canons, quatre montures quadruples et quatre montures simples. Il a également été ajouté quatorze canons Oerlikons de 20 mm. Ses deux supports de 4 pouces les plus à l'arrière ont été retirés et le reste équipé d'une commande d'alimentation à distance. Ses hangars vides ont été convertis en logements pour l'équipage et sa catapulte d'avion a été retirée.

Son équipement radar comprenait désormais un ensemble radar de type 277 pour remplacer son type 273 pour la surveillance de surface. Son ensemble d'avertissement aérien de type 281 a été remplacé par un ensemble à antenne unique de type 281B, tandis qu'un type 293Q a été installé pour la recherche d'altitude à courte distance et la surveillance de surface. Un ensemble de type 274 a été installé pour la direction de tir de l'armement principal. Le 17 juin 1945, la guerre en Europe étant terminée, Belfast s'embarqua pour l'Extrême-Orient via Gibraltar, Malte, Alexandrie, Port-Saïd, Aden, Colombo et Sydney. Au moment où il arriva à Sydney le 7 août, le Belfast était devenu le navire amiral du 2e escadron de croiseurs de la flotte britannique du Pacifique. Pendant qu'il était à Sydney, le Belfast a subi une autre courte remise en état, complétant son armement à courte portée avec cinq canons Bofors 40 mm. On s'attendait à ce que Belfast se joigne à l'opération Downfall, mais cela a été annulé par la capitulation japonaise le 15 août 1945.

### Après-guerre 1945-1950
Après la fin de la guerre, le Belfast est resté en Extrême-Orient, effectuant un certain nombre de croisières vers des ports au Japon, en Chine et en Malaisie et rentrant à Portsmouth le 20 août 1947. Là, il a été  mis en réserve et a subi un radoub au cours duquel ses turbines ont été ouvertes pour maintenance. Il a également reçu deux autres canons Bofors simples, à la place de deux de ses montures simples de 2 livres. Il a été remis en service le 22 septembre 1948. Il a navigué vers Hong Kong le 23 octobre pour rejoindre la Flotte d'Extrême-Orient de la Royal Navy, arrivant fin décembre. En 1949, la situation politique en Chine était précaire, alors que la guerre civile chinoise touchait à sa fin. En tant que navire amiral du 5e escadron de croiseurs, le Belfast était le siège de la station britannique d'Extrême-Orient lors de l'incident de l'Amethyst en avril 1949, au cours duquel un sloop britannique, le HMS Amethyst, a été piégé dans le fleuve Yangtze par l'Armée populaire de libération. Le Belfast est resté à Hong Kong en 1949, naviguant pour Singapour le 18 janvier 1950. Là, il a subi une refonte mineure entre janvier et mars 1950 et en juin, il a rejoint la Flotte d'Extrême-Orient. Le 25 juin 1950, alors que le Belfast visitait Hakodate au Japon, les forces nord-coréennes traversèrent le 38e parallèle, déclenchant la guerre de Corée.

### Guerre de Corée 1950-1952

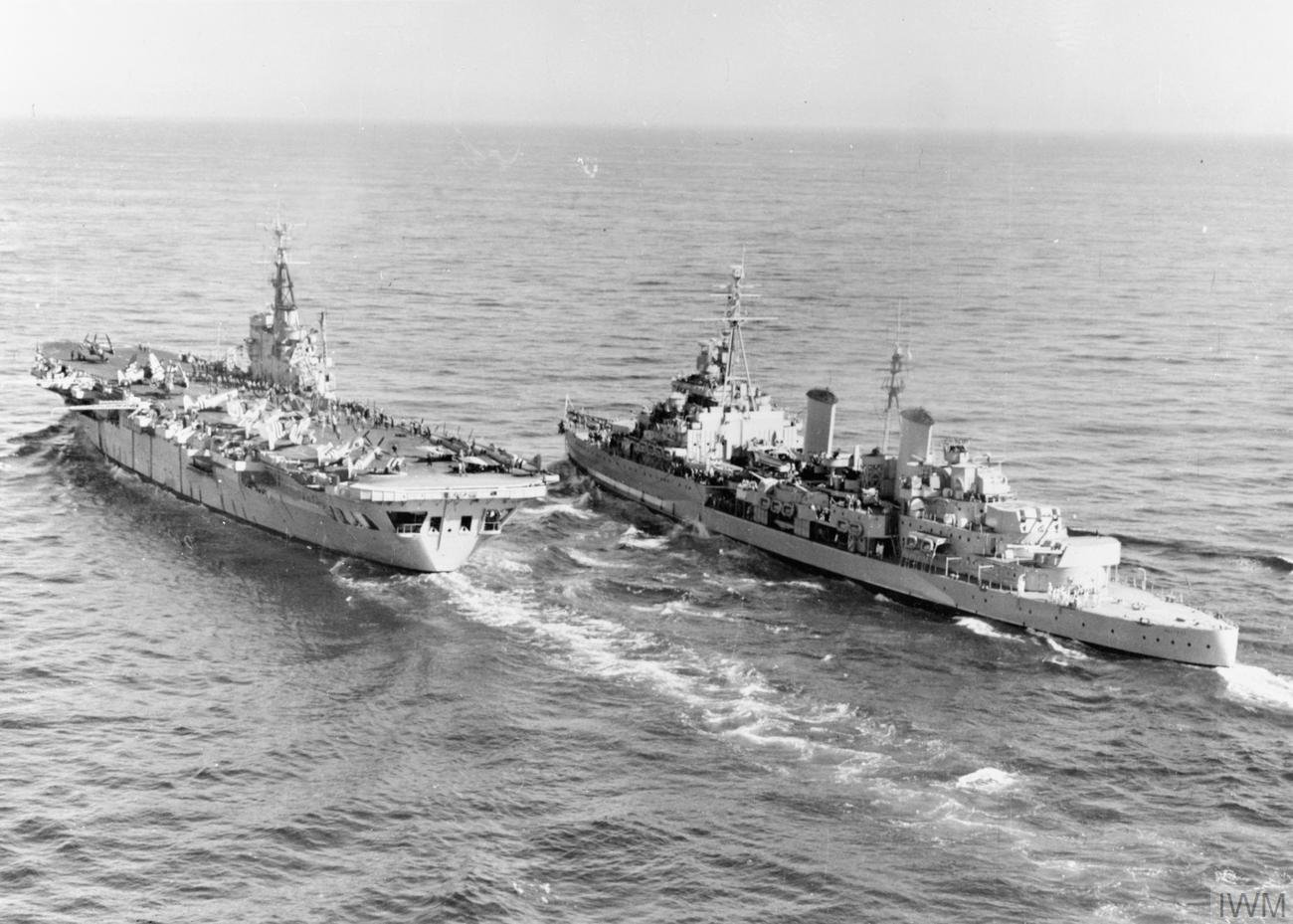
& HMS Belfast en mer de Corée, 1952.

Avec le déclenchement de la guerre de Corée, Belfast fait partie des forces navales des Nations unies. Faisant à l'origine partie de la Task Force 77 de l'US Navy, le Belfast a été détaché pour opérer de manière indépendante le 5 juillet 1950. En juillet et début août 1950, le Belfast a entrepris des patrouilles côtières et était basé à Sasebo dans la Préfecture de Nagasaki au Japon. À partir du 19 juillet, le Belfast soutient les troupes combattant autour de Yodok, accompagnées de l'USS Juneau. Ce jour-là, le Belfast a tiré un bombardement de précision de 350 obus avec ses canons de 6 pouces et a été salué par un amiral américain comme un "navire de tir direct". Après un court (mais nécessaire) carénage au Royaume-Uni, il repart pour l'Extrême-Orient et revient à Sasebo le 31 janvier 1951.
En 1951, le Belfast a monté un certain nombre de patrouilles côtières et a bombardé une variété de cibles.
En 1952, le Belfast a continué ses fonctions de patrouille côtière. Le 29 juillet 1952, Belfast est touché par des tirs ennemis alors qu'il engage une batterie d'artillerie sur l'île de Wolsa-ri. Un obus de 75 mm a frappé un compartiment avant, tuant un marin britannique d'origine chinoise dans son hamac et blessant quatre autres marins chinois. Ce fut la seule fois où le Belfast a été touchée par des tirs ennemis pendant son service en Corée. Le 27 septembre 1952, le Belfast fut relevé par deux autres croiseurs de classe Town, le HMS Birmingham et le HMS Newcastle, et retourna au Royaume-Uni. Il avait parcouru plus de 130 000 km dans la zone de combat et tiré plus de 8 000 obus avec ses canons de 6 pouces pendant la guerre de Corée. Il s'amarre au Chatham Dockyard le 4 novembre 1952 et entre en réserve à Devonport le 1er décembre 1952.

### Modernisation et fin de service 1956-1971
En réserve, l'avenir de Belfast est incertain : les réductions de défense d'après-guerre rendent les croiseurs à forte intensité de main-d'œuvre excessivement coûteux à exploiter, et ce n'est qu'en mars 1955 que la décision est prise de moderniser le Belfast. Les travaux ont commencé le 6 janvier 1956. Bien que décrit comme un simple carénage prolongé, le coût de 5,5 millions de livres sterling était substantiel pour ce grand croiseur d'âge moyen. La vitesse d'entraînement et d'élévation des canons de 4 pouces a été augmentée à 20 degrés par seconde; une protection des éléments clés du navire contre les attaques nucléaires, biologiques ou chimiques a été entreprise. Cette dernière modification signifiait de considérablement agrandir et enfermer son pont, créant une superstructure à deux niveaux et cinq côtés qui a radicalement modifié son apparence. Le changement le plus important était de meilleurs logements pour un équipage plus petit, mieux adaptés aux besoins d'après-guerre, ses mâts tripodes remplacés par des mâts en treillis et le pont en bois remplacé par de l'acier partout sauf sur la plage arrière. L'effet global était de créer un croiseur nettement plus habitable mais différent à l'intérieur et dans une certaine mesure à l'extérieur, mais toujours essentiellement une guerre de surface, avec défense anti-aérienne mis à jour uniquement pour la défense ponctuelle, avec le radar 262, surveillant seulement 4 km (2,5 mi). Le Belfast sort de cale à Devonport le 12 mai 1959. Son armement à courte portée a été normalisé à six canons Bofors jumeaux, et sa direction de tir à courte portée a été normalisée de la même manière à huit directeurs de tir à courte portée équipés d'un radar de type 262. Son équipement radar de 1959 comprenait deux directeurs radar de type 274, verrouillés et suivis, pour la direction de l'armement principal, contre des cibles maritimes et terrestres (d'autres reconstructions de croiseurs des années 1950 de trois croiseurs Town et des HMS Newfoundland et HMS Ceylon, n'avaient qu'un seul directeur principal 274, limitant leur efficacité de surface) Type 277Q et 293Q pour la recherche d'altitude et l'avertissement de surface, Type 960M pour l'avertissement aérien et 974 pour l'avertissement de surface. Afin de gagner du poids, son armement de torpilles a été retiré. Un sonar passif moderne de type 174, 176 a été installé et une isolation en caoutchouc antibruit a été installée sur l'arbre d'hélice.

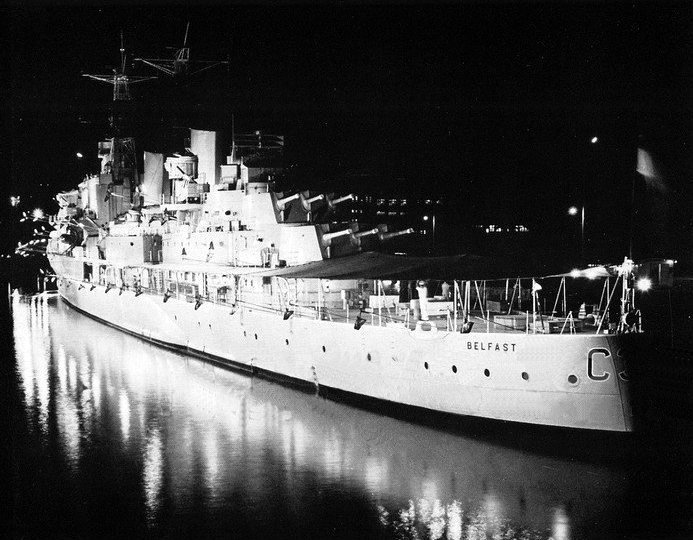
HMS Belfast à Pearl Harbor en 1962

Le Belfast est arrivé à Singapour le 16 décembre 1959 et a passé la majeure partie de 1960 en mer en exercice, faisant escale dans les ports de Hong Kong, Bornéo, Inde, Ceylan, Australie, Philippines et Japon. Le 31 janvier 1961, le Belfast est remis en service, sous le commandement du capitaine Morgan Morgan-Giles. Lors de sa dernière commission étrangère, Belfast a participé à un certain nombre d'exercices en Extrême-Orient et, en décembre 1961, elle a fourni la garde d'honneur britannique lors de la cérémonie d'indépendance du Tanganyika à Dar-es-Salaam.
En 1961, des plans ont été élaborés pour la conversion du Belfast en un héliport hybride pour les opérations amphibies. Les deux tourelles arrière de 6 pouces seraient supprimées pour accueillir un pont pour hélicoptères et deux hangars, capables d'abriter quatre hélicoptères Westland Wessex, tandis que les canons de 4 pouces seraient remplacés par des bossoirs pour quatre péniches de débarquement LCA. Une seule des deux chaufferies du navire serait utilisée, ce qui, avec les réductions d'armement, permettrait de réduire l'équipage du navire, libérant ainsi de l'espace pour transporter des troupes. Deux compagnies d'infanterie, 30 officiers et 230 autres grades seraient transportés. Le plan a été rejeté en décembre 1961, car le temps requis pour effectuer les conversions était trop long.
Le navire a quitté Singapour le 26 mars 1962 pour le Royaume-Uni, naviguant vers l'est via Hong Kong, Guam et Pearl Harbor, San Francisco, Seattle, la Colombie-Britannique, Panama et Trinidad. Elle est arrivée à Portsmouth le 19 juin 1962.
Recommandé en juillet, il a effectué une dernière visite à Belfast du 23 au 29 novembre, avant d'être mis en réserve le 25 février 1963. En juillet 1963, Belfast a été remis en service pour la dernière fois, avec un équipage de la Royal Naval Reserve (RNR) et un certain nombre de cadets de la Marine battant pavillon de l'amiral commandant des réserves, le contre-amiral Hugh Martell. Le Belfast a navigué pour Gibraltar en compagnie de seize dragueurs de mines RNR pour un exercice de deux semaines en Méditerranée le 10 août. Martell considérait cette commission comme un artifice bien jugé qui « a beaucoup fait pour restaurer la confiance et l'image du nouveau RNR » qui avait subi une fusion avec la Royal Navy Volunteer Reserve en 1958.
Belfast est revenu à Devonport le 24 août 1963 et a subi une courte remise en état pour le préparer à la réserve, ce qui a eu lieu en décembre 1963. En janvier 1966, des parties du navire et des systèmes d'alimentation ont été réactivés et de mai 1966 à 1970, elle a servi de navire d'hébergement (reprenant les fonctions du Sheffield), amarré à Fareham, pour la division de réserve de Portsmouth. Alors que le Belfast se trouvait à Fareham Creek, l'Imperial War Museum, le musée national britannique des conflits du XXe siècle, s'est intéressé à la préservation d'une tourelle de 6 pouces. La tourelle représenterait un certain nombre de classes de croiseurs (disparaissant du service) et compléterait la paire de canons navals britanniques de 15 pouces du musée. Le 14 avril 1967, le personnel du musée a visité le HMS Gambia, un croiseur de la classe Crown Colony également amarré à Fareham Creek à l'époque. Le Gambia s'étant déjà gravement détériorée, l'attention s'est portée sur la possibilité de sauver le Belfast. L'Imperial War Museum, le National Maritime Museum et le ministère de la Défense ont établi un comité conjoint, qui a signalé en juin 1968 que le projet était pratique et économique. Cependant, au début de 1971, le Paymaster General du gouvernement a décidé de ne pas le conserver. Le 4 mai 1971, le Belfast a été « réduit pour élimination » pour attendre sa mise au rebut.

### HMS Belfast Trust 1971-1978
À la suite du refus du gouvernement de garder le navire, une fiducie privée a été formée pour faire campagne pour la préservation du navire. Le Belfast Trust a été créé; son président était le contre-amiral Sir Morgan Morgan-Giles, capitaine du Belfast de janvier 1961 à juillet 1962. En tant que député de Winchester, Morgan-Giles s'est adressé à la Chambre des communes le 8 mars 1971. Il a décrit Belfast comme étant dans "un état de conservation vraiment merveilleux" et que le sauver pour la nation représentait un "cas de saisie la dernière occasion". Parmi les députés qui ont exprimé leur soutien à Morgan-Giles se trouvait Gordon Bagier, député de Sunderland South, qui a servi comme artilleur de la Royal Marine à bord du Belfast et était présent à la fois lors du naufrage du Scharnhorst et du débarquement en Normandie. S'exprimant au nom du gouvernement, le sous-secrétaire à la Marine, Peter Michael Kirk, a déclaré que le Belfast était « l'un des navires les plus historiques de la Marine au cours des 20 dernières années », mais qu'il ne pouvait empêcher le démantèlement des équipements amovibles du navire, celui-ci étant déjà trop avancé pour être arrêté. Il a cependant accepté de reporter toute décision sur la démolition du Belfast pour permettre au Trust d'élaborer une proposition formelle.
À la suite des efforts du Trust, le gouvernement a accepté de remettre Belfast à ses administrateurs en juillet 1971, avec le vice-amiral Sir Donald Gibson comme premier directeur. Lors d'une conférence de presse en août, le Trust a annoncé « l'opération Seahorse »: le projet d'amener Belfast à Londres. Il a donc été remorqué de Portsmouth à Londres via Tilbury, où il a été aménagé en musée. Arrivé à son poste d'amarrage au-dessus de Tower Bridge le 15 octobre 1971, il s'est installé dans un énorme trou qui avait été dragué dans le lit de la rivière ; puis il s'est amarré à deux dauphins qui la guident lors de la montée et de la descente de la marée.
Il a été ouvert au public le jour de Trafalgar, le 21 octobre 1971. La date était importante, car le Belfast était le premier navire de guerre à être sauvé pour la nation depuis le HMS Victory, le vaisseau de l'amiral Nelson à la bataille de Trafalgar. Bien qu'il ne fasse plus partie de la Royal Navy, le HMS Belfast a obtenu une dérogation spéciale pour lui permettre de conserver le White Ensign.

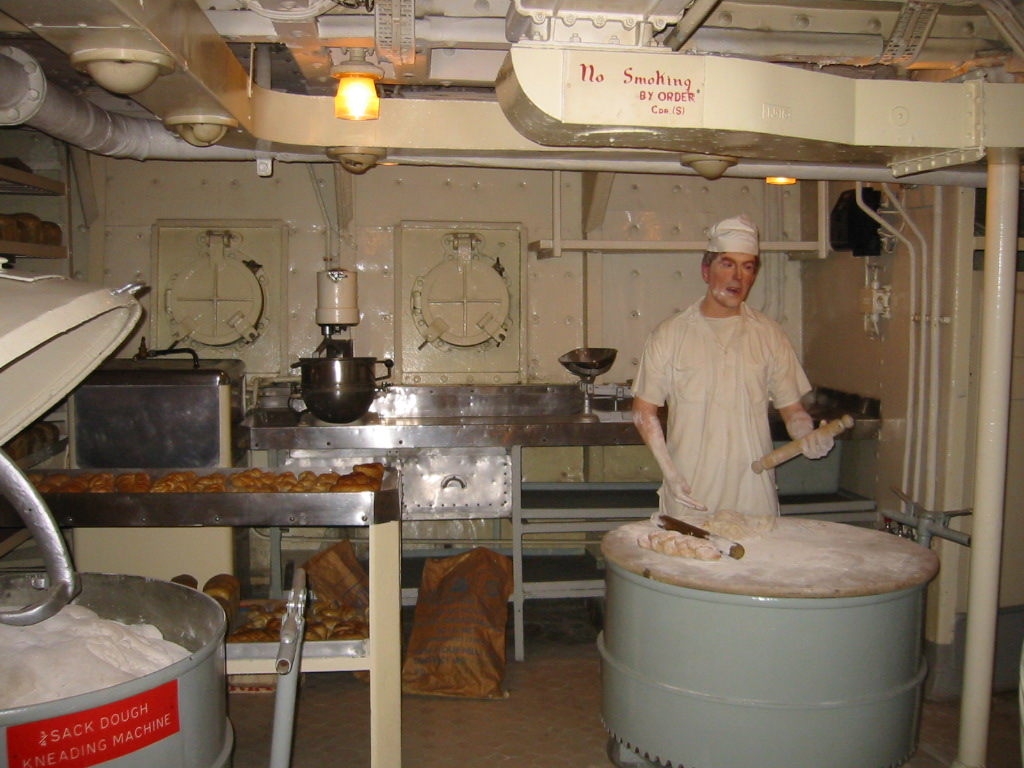
Boulangerie du HMS Belfast

Devenu musée, l'inauguration du navire a été bien accueillie : en 1972, le HMS Belfast Trust a remporté le trophée « Come to Britain » de la British Tourist Authority. Le soutien à la restauration du navire a été reçu de particuliers, de la Royal Navy et d'entreprises commerciales; en 1973, par exemple, la Worshipful Company of Bakers a fourni du pain factice à exposer dans la boulangerie du navire. En 1974, des zones comprenant le pont de l'Amiral et la chaufferie avant et les salles des machines avaient été restaurées et aménagées. Cette année-là a également vu la remise à neuf de la salle des opérations du navire par une équipe du HMS Vernon et le retour des six montures Bofors jumelles du Belfast, ainsi que de leurs directeurs de tir. En décembre 1975, Belfast avait reçu 1 500 000 visiteurs. En 1976, le Belfast a été affilié avec les successeurs des Royal Ulster Rifles de l'armée britannique, les Royal Irish Rangers, et la même année, la Royal Naval Amateur Radio Society a remis le Bridge Wireless Office du navire en état de fonctionnement.

### Imperial War Museum 1978–present

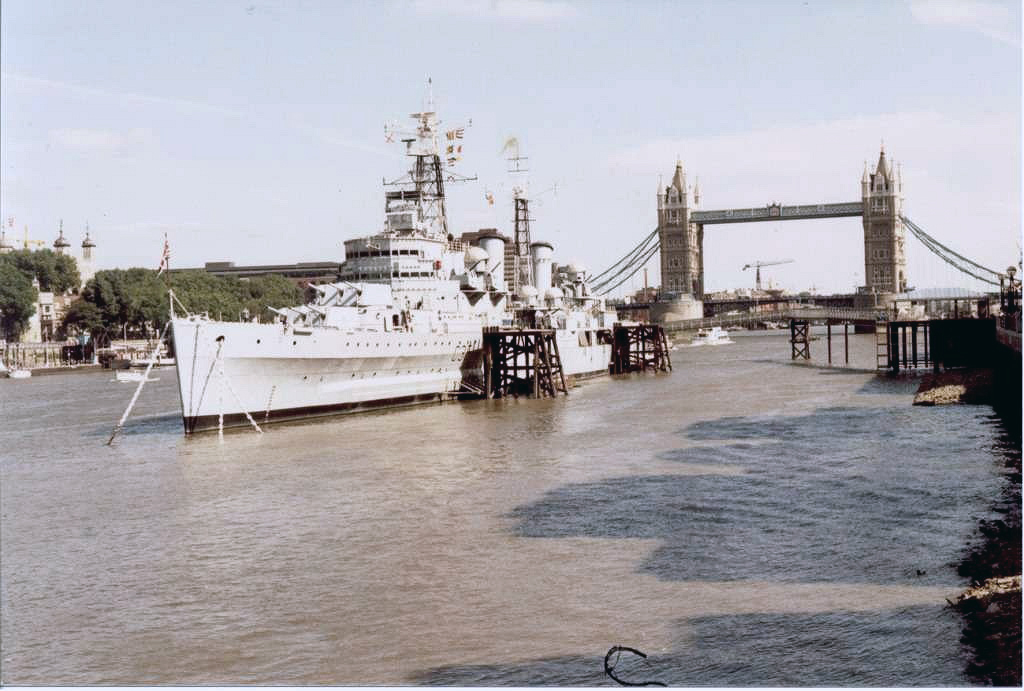
HMS Belfast en 1989

En 1977, la situation financière du HMS Belfast Trust était devenue marginale et l'Imperial War Museum demanda l'autorisation de fusionner le Trust avec le musée. Le 19 janvier 1978, la secrétaire d'État à l'Éducation et aux Sciences, Shirley Williams, a accepté la proposition affirmant que le HMS Belfast "est une démonstration unique d'une phase importante de notre histoire et de notre technologie". Le navire a été transféré au musée le 1er mars 1978 et est devenu la troisième branche de l'Imperial War Museum, l'aérodrome de Duxford ayant été acquis en 1976. En octobre 1998, la HMS Belfast Association a été formée pour réunir les anciens membres de la compagnie du navire. Les archives sonores de l'Imperial War Museum cherchent également à enregistrer des entretiens d'histoire orale avec d'anciens membres d'équipage.

## Visites

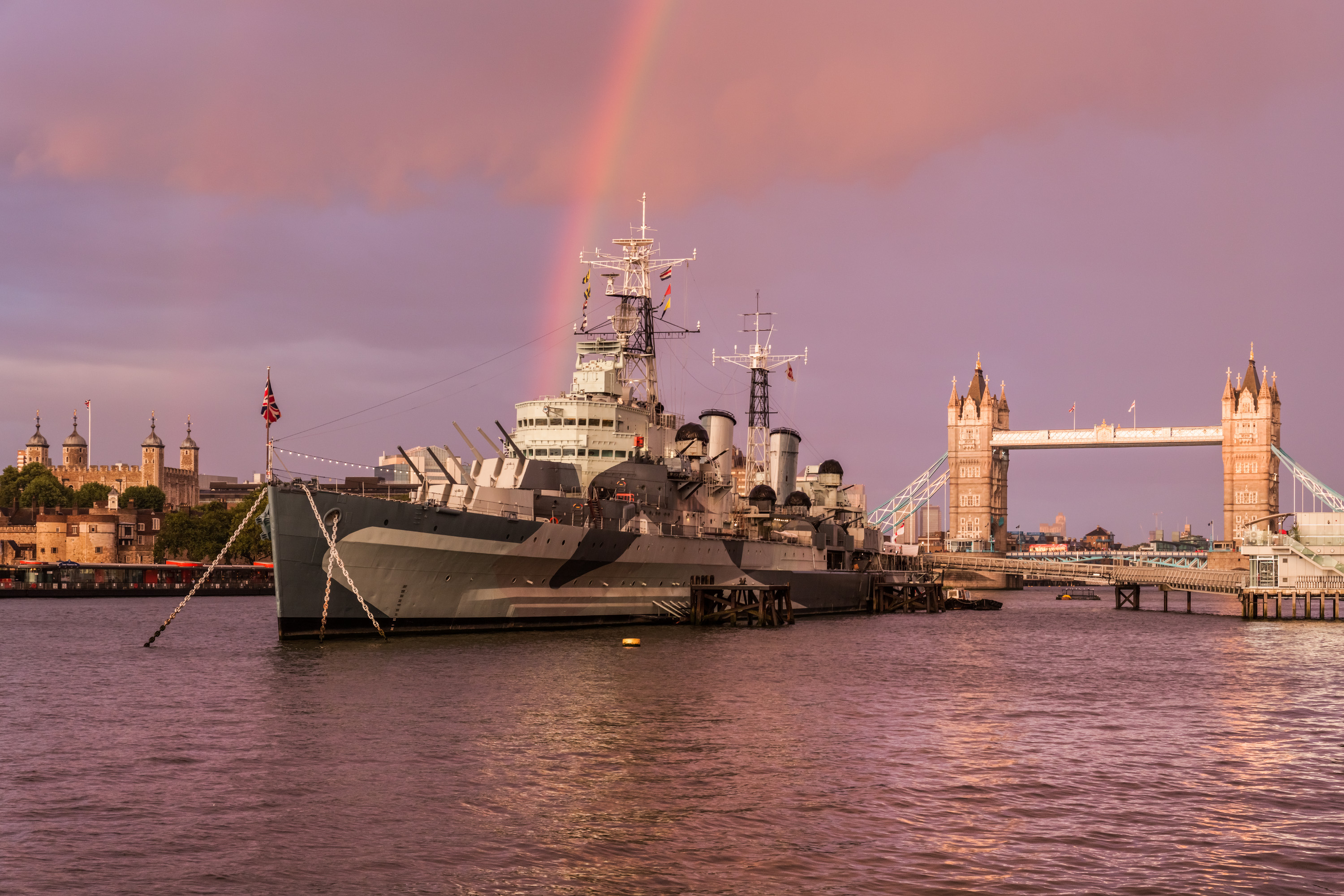
Le HMS Belfast dans le port de Londres.

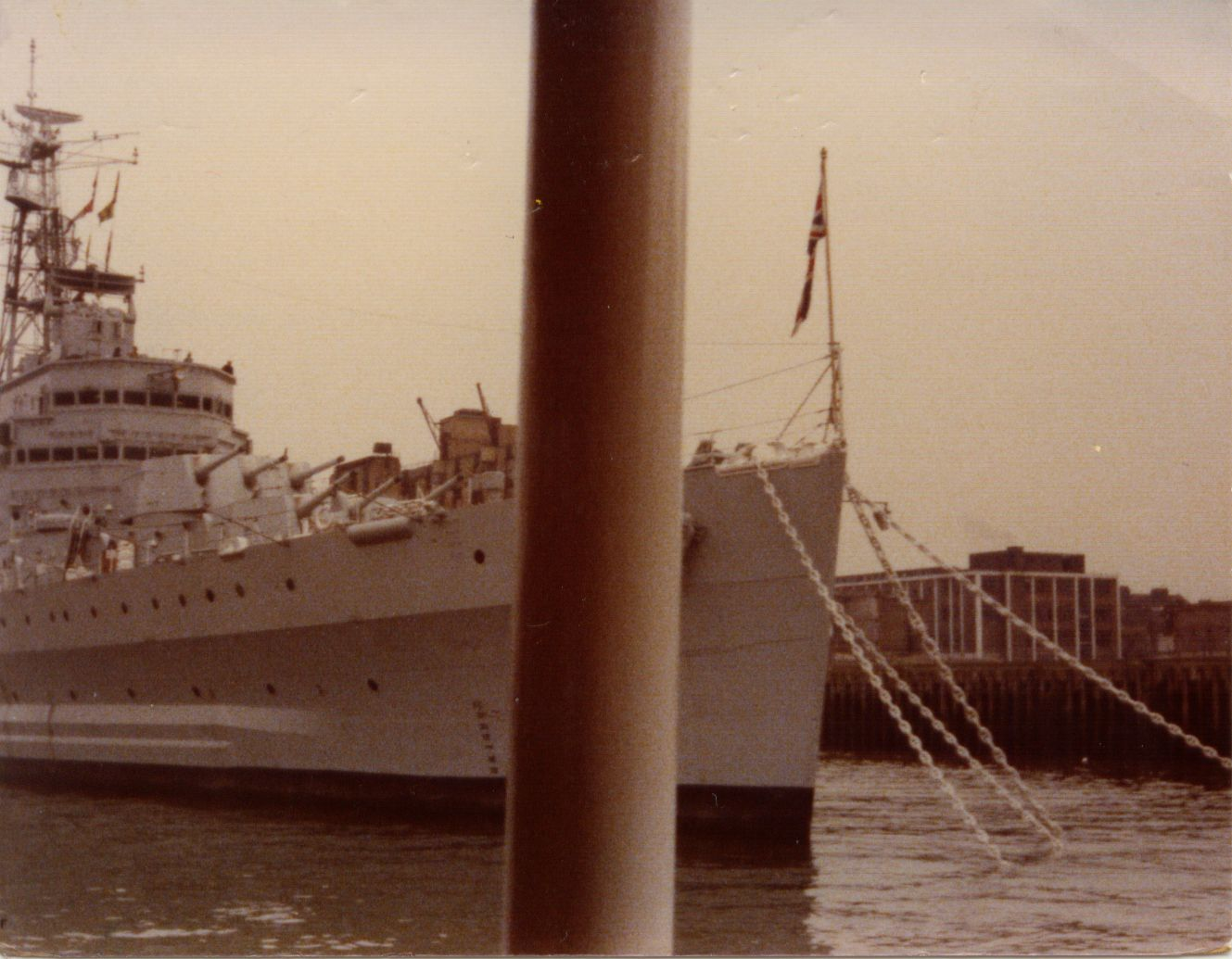
HMS Belfast en 1978

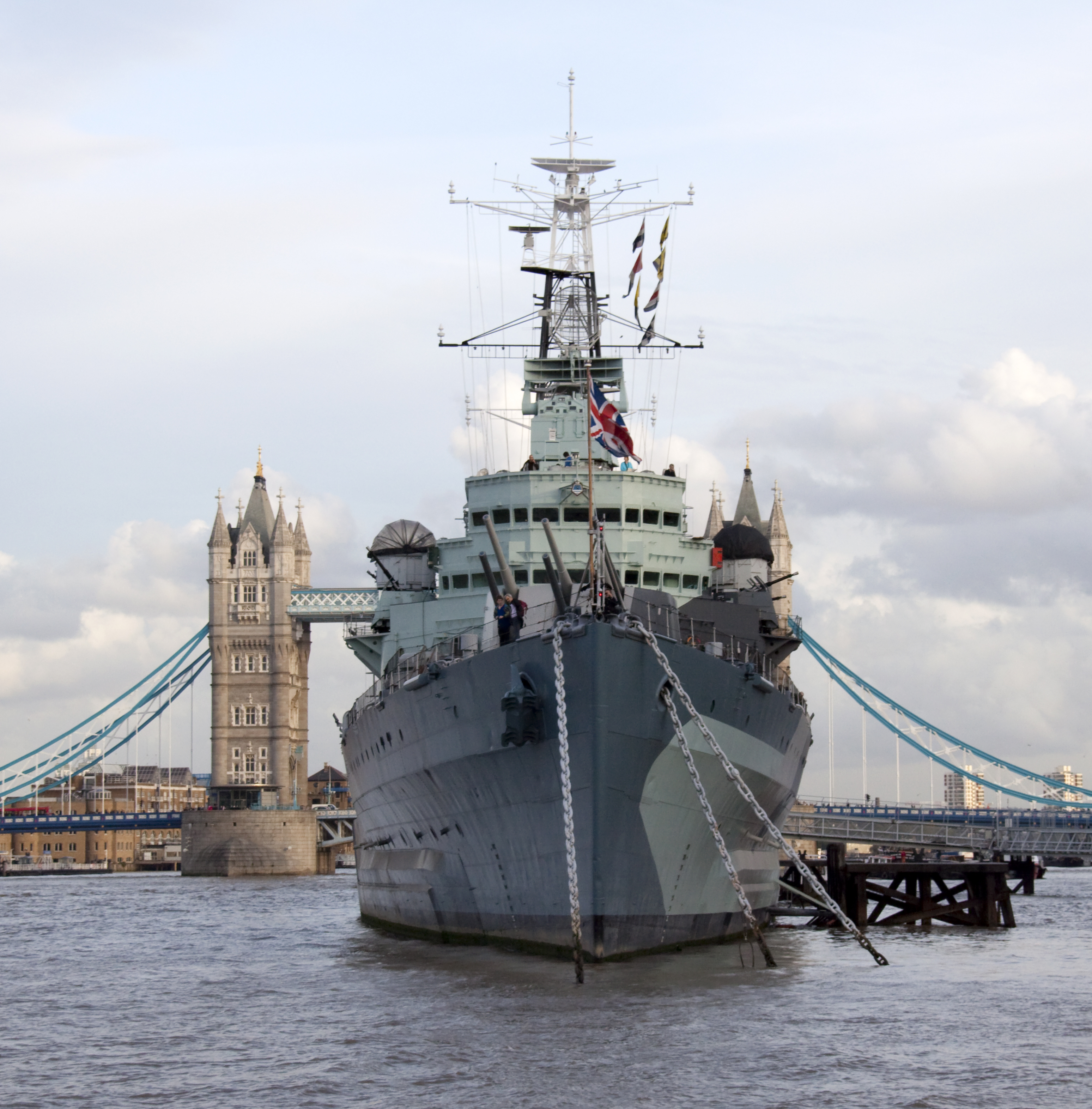
HMS Belfast en 2010

Le HMS Belfast est le seul bâtiment survivant de ce type à avoir participé à la Seconde Guerre mondiale. Ce croiseur, faisant partie intégrante de l’histoire navale, a été ouvert au public pour la première fois lors de Trafalgar Day en 1971 ; il constitue depuis une attraction londonienne populaire. De nos jours, les visiteurs de Londres peuvent visiter ses neuf ponts, y compris les compartiments des chaudières et des turbines, voir de près l'artillerie et se faire une idée de la vie des marins à l'époque, à bord d'une unité de ce type.

## Culture
Le HMS Belfast a servi de lieu de tournage pour le groupe anglais Depeche Mode en 1984, pour le clip People Are People, dont le réalisateur est Clive Richardson.
Le Belfast est représenté dans certains jeux et anime/manga :
- War Thunder : Le HMS Belfast est un navire de rang IV premium et de B.R 5.7
- Azur Lane (Jeu et anime) : Le HMS Belfast est représenté sous les traits du personnage de Belfast, une servante de la Royale, une des nations principales de la Ligne Azur (Azur Lane)